# Fatiga muscular
La fatiga muscular és el cansament causat per l'exercici físic. Pot referir-se a una varietat de símptomes, que van des d'un sentiment general de letargia fins a una sensació cremant específica als músculs, causada pel treball físic. La fatiga pot ser tant física com mental. La fatiga física és la incapacitat de continuar funcionant al nivell de rendiment habitual. La fatiga és present en la vida quotidiana, però sol fer-se notar durant un intens exercici físic. La fatiga mental, en canvi, se sol manifestar en forma de somnolència. Cal diferenciar l'astènia de la fatiga, en la primera els símptomes no milloren o ho fan molt poc amb el descans.

## Fatiga/adaptació.
L'adaptació sensorial i la fatiga impedeixen la resposta a nivell dels òrgans sensorials i dels músculs, sense la intervenció de el sistema nerviós. Mentre que la adaptació és causada per una estimulació perllongada la fatiga és provocada pel previ ús excessiu de la musculatura involucrada en donar resposta a l'estímul, la qual queda incapacitada.